# Paul Salamunovich
Paul Salamunovich, KCSG (Redondo Beach, 7 giugno 1927 – Sherman Oaks, 3 aprile 2014), è stato un direttore di coro e docente statunitense.
È stato direttore musicale Emerito della Los Angeles Master Chorale, dopo aver lavorato come direttore musicale dal 1991 al 2001. Ha lavorato come direttore della musica presso la chiesa di San Carlo Borromeo a North Hollywood, in California, per 60 anni tra il 1949 e il 2009. Ha inoltre ricoperto posizioni accademiche in un certo numero di università della California meridionale.
Accreditato come esperto in Canto gregoriano, è da tempo riconosciuto per i suoi contributi nel campo della musica sacra, in particolare ricevendo un Croce pro Ecclesia et Pontifice, il più alto premio laico del papato nel 2013 ed è stato nominato cavaliere dell'Ordine di San Gregorio Magno da Papa Paolo VI nel 1969. Fu invitato a dirigere poco meno di 1000 festival e laboratori in tutto il mondo, incluse quattro indedite consecutive convenzioni nazionali ACDA, tutte con diversi gruppi.

## Biografia
Il più giovane di cinque figli nati da genitori immigrati da quella che ora è la Croazia, nacque a Redondo Beach dove frequentò la St. James Elementary School. Quando un giovane prete, padre Louis Buechner, arrivò alla parrocchia e iniziò un coro di ragazzi, Salamunovich si unì e, come dice lui, "Ne fui rapito". Questo coro cantava esclusivamente canto gregoriano e "tutto quello che abbiamo fatto è stato cantare ai funerali", disse. Queste prime basi nel Canto gregoriano, aggiunse, "hanno influenzato la musica in cui sono specializzato e le tecniche che uso".
Nel 1940, all'età di 13 anni, Salamunovich e la sua famiglia si trasferirono a Hollywood, dove si unirono a una nuova chiesa, il Santissimo Sacramento e frequentarono la sua scuola parrocchiale. I cori degli uomini e dei ragazzi erano guidati da Richard Keys Biggs, l'insegnante di organo del famoso direttore di coro Roger Wagner. Nonostante avesse iniziato nel coro dei ragazzi di tre anni più vecchio del solito, Salamunovich impressionò Biggs con la sua intonazione e gli fu permesso di partecipare. Rimase nel coro dopo essersi trasferito alla Hollywood High School l'anno successivo. All'età di 14 anni iniziò a cantare con Wagner.
Alla Hollywood High School incontrò Dorothy Hilton e si innamorarono alle scuole superiori. (In seguito si sposarono il 20 maggio 1950 ed ebbero cinque figli.) Dopo essersi diplomato al liceo nel 1945 si arruolò nella Marina degli Stati Uniti e passò un anno a Pearl Harbor, sostituendo i marinai rimandati a casa la dopo la seconda guerra mondiale.

### Carriera di cantante e direttore
Dopo aver completato il suo arruolamento navale, Salamunovich tornò nella California meridionale all'età di 19 anni. Sentendo del suo ritorno, Roger Wagner lo contattò e gli chiese di unirsi al suo coro giovanile di Los Angeles appena formato, i cui altri membri comprendevano la tredicenne Marilyn Horne e la quattordicenne Marni Nixon; questo coro si evolse poi nella Corale di Roger Wagner nel 1948. Alla fine Wagner suggerì a Salamunovich di studiare musica al college. Ciò ha portato all'inizio della sua carriera professionale nella musica. Salamunovich fu regolarmente assunto come cantante professionista sia nelle esibizioni dal vivo sia nelle registrazioni per direttori e compositori del calibro di Arturo Toscanini, Alfred Wallenstein, Igor Stravinsky ed altri, cantando in tutti gli stili di musica popolare e classica. Cantò l'assolo del tenore del Panis Angelicus di César Franck nell'album della Corale di Wagner, "The House of The Lord". Era in uno dei quartetti del grande gruppo vocale di jazz di Stan Kenton, "The Modern Men", che cantò nell'album di Kenton, "Kenton With Voices" nel 1957. Fu un "cantante fantasma" insieme alla Horne, alla Nixon e ad un gruppo semi-regolare di cantanti a contratto in varie colonne sonore di film tra il 1946 e il 1964, quando i suoi crescenti compiti di direzione non gli permettevano più il tempo di cantare in studio. Ben presto iniziò a contrarre e dirigere segmenti di coro nei film per i successivi 40 anni.
Quando gli impegni di Wagner con la sua Chorale iniziarono a prendergli più tempo, decise di insediare Salamunovich come direttore di coro alla chiesa di San Carlo Borromeo a North Hollywood nel 1949. Una più accurata ricostruzione della storia è che Wagner disse al pastore che Salamunovich aveva esperienza nella direzione e nel suonare l'organo: nessuna delle due cose era vera. Quando Salamunovich cercò di declinare l'offerta, Wagner insistette, in modo da essere libero di perseguire altre opportunità più redditizie. A malincuore Salamunovich accettò la posizione e per i successivi sessant'anni guidò il coro in servizi regolari e in una serie di spettacoli di alto profilo, tra cui molteplici presenze alle Convenzioni nazionali biennali della American Choral Directors Association (ACDA). In particolare il St. Charles Choir cantò per papa Giovanni Paolo II in udienza privata in Vaticano, per la Messa ufficiale di saluto a Giovanni Paolo II presieduta nella Cattedrale di Santa Vibiana a Los Angeles e in Piazza San Pietro alla Festa di san Pietro e Paolo con Giovanni Paolo II che presiedeva la Messa solenne. Hanno avuto la particolarità di essere l'unico coro americano ad essere onorato con questo invito. Il coro St. Charles si esibì nelle colonne sonore dei film Linea mortale, Grand Canyon e L'assoluzione, per il quale Salamunovich insegnò anche a Robert De Niro le risposte cantate della Messa in latino. Il coro si esibì anche in programmi televisivi, tra cui The Christmas Special della NBC di Doc Severinsen. Il suo St. Charles Boy's Choir rappresentò il Disneyland Boy's Choir nell'originale album "It's A Small World". Si esibirono anche in televisione nel Dinah Shore Chevy Show, in The Lucy Show e in film tra cui il film di Bette Davis Dead Ringer e nella colonna sonora de Il padrino. Tra i membri del coro maschile figurano l'ammiraglio Michael Mullen, presidente dei capi di stato maggiore e l'ex allenatore di calcio dell'UCLA, Terry Donahue. Salamunovich si ritirò da St. Charles nel giugno 2009, dopo 60 anni.
Prestò servizio come assistente direttore della Corale Roger Wagner dal 1953 al 1977. Quando Wagner formò la Los Angeles Master Chorale, Salamunovich divenne Assistente Direttore della Master Chorale. In questa veste diresse la maggior parte delle prove della Master Chorale, con Wagner che interveniva per dirigere le esibizioni e alcune delle prove generali. Preparava inoltre la Master Chorale ed altri cori per numerose rappresentazioni con la Filarmonica di Los Angeles, tra cui quelle dirette da Igor Stravinsky, Bruno Walter, Eugene Ormandy, Georg Solti, Zubin Mehta, Carlo Maria Giulini, Valeri Gergiev e Simon Rattle, tra molti altri.
Quando il Consiglio di amministrazione della Master Chorale e Wagner si separarono nel 1986, Wagner raccomandò Salamunovich per sostituirlo. Tuttavia Salamunovich declinò l'invito del consiglio a presentare materiale per le audizioni, adducendo precedenti impegni di direzione che erano stati prenotati per i successivi due anni nei festival e in tutti gli stati al di là dei normali impegni accademici e liturgici. Il consiglio d'amministrazione assunse al suo posto il direttore scozzese John Currie come direttore musicale. Currie mantenne quella posizione fino alla fine della stagione 1991; Salamunovich accettò quindi l'invito della Master Chorale e ne divenne il direttore musicale nel gennaio 1991, con efficacia nell'autunno di quell'anno. "Sono un po' come il figliol prodigo, che torna indietro" disse Salamunovich. "Il mio patrimonio corale è questo gruppo".
Una volta che ebbe preso in carico la Master Chorale, Salamunovich si propose di ripristinare il suono caratteristico che esisteva da molti anni prima del mandato di Currie. Come molti sapevano già, Salamunovich era più responsabile di quel suono, avendo guidato la Chorale nella stragrande maggioranza delle prove come direttore d'orchestra fino alla sua partenza nel 1977. "Mi aspetto di riportare indietro il tono di circa 25 anni", disse Salamunovich ai suoi coristi alla sua prima prova come direttore musicale. "Il coro è stato sbilanciato, molto sbilanciato, voglio tornare a una miscela piramidale, al suono di un coro armonico." Nelle interviste successive con il Los Angeles Times, il suo approccio è stato descritto come segue:
Sostituì il suono brillante e operistico di Currie con una sonorità più calda e più ricca, dolce e miscelata "con l'energia o, dovrei dire, con la consistenza del suono, proveniente dalle voci più basse".
Il suo suono, sebbene inizialmente influenzato da quello di Wagner, è più agile e meno pesante, diventando lirico quando lo stile del brano lo richiede. Salamunovich lo descrive come "ferventemente appassionato". Il suono riconoscibile in modo univoco è diventato noto come il "suono di Salamunovich" ed è stato in grado di ottenere lo stesso tono riconoscibile e il fraseggio da ogni gruppo che ha diretto, anche se ogni gruppo conteneva un diverso insieme di voci e livelli di esperienza. Roger Wagner una volta disse: "Paul, li fai cantare come cantavi tu". Stranamente persiste nel pubblico un mito che Wagner in qualche modo abbia istruito Salamunovich e lo stesso Wagner perpetuò quel mito nel libro "La Voce della Corale", in cui affermava di aver "insegnato a quell'uomo (Salamunovich) praticamente tutto ciò che potevo insegnare a chiunque." Il libro fu pubblicato nel 1993; per allora Salamunovich era stato direttore d'orchestra del Master Chorale per tre stagioni contrassegnate da grandi consensi per aver portato il gruppo a un rinascimento artistico e per di più di ritorno dall'orlo delle tremende sfide finanziarie e artistiche che aveva dovuto affrontare prima del suo arrivo. Un resoconto molto più accurato della situazione è che Wagner "utilizzò" Salamunovich come una frequente sostituzione in modo che Wagner potesse essere libero di fare altre cose, a cominciare dalla nomina di Salamunovich a St. Charles Borromeo a North Hollywood, la sua prima posizione di direttore nel 1949. Wagner Decise di abbandonare il posto perché non pagava come altre opportunità che gli venivano offerte in altre chiese e aveva bisogno di trovare un sostituto per poter andarsene. Mentre a quanto si dice, in realtà, Wagner portò Salamunovich ad incontrare il pastore Monsignor Harry C. Meade e lo convinse che il ventunenne Salamunovich non solo poteva dirigere, ma poteva suonare l'organo, nessuna delle quali cose era vera all'epoca. Dopo aver fatto digerire al pastore l'idea del sostituto, Wagner diede a Salamunovich l'unica lezione di direzione che avesse mai ricevuto da lui e gli mostrò la direzione della chironomia per le indicazioni dei tempi 2, 3 e 4/4 e gli augurò ogni bene. Nessun altro rapporto pedagogico esisteva tra i due, anche se Salamunovich sosteneva Wagner come un mentore a causa delle opportunità che Wagner gli aveva dato e il fatto che non avrebbe altrimenti cercato una carriera nella direzione. Questa era una distinzione che condivideva con il suo contemporaneo e amico, il grande Robert Shaw, che inizialmente non cercava nemmeno una carriera nella direzione. Entrambi, tuttavia, si trovarono continuamente chiamati a farlo fino a quando alla fine decisero di indirizzare da soli le proprie carriere.
Salamunovich ha guidato la Los Angeles Master Chorale e la Sinfonia Orchestra per 10 anni, durante i quali selezionò un'ampia gamma di repertori, dai pezzi del Rinascimento ai compositori del XVI secolo come Giovanni Pierluigi da Palestrina e Tomás Luis de Victoria, dai capolavori classici e romantici di Haydn, Mozart, Beethoven e Brahms, alle opere moderne, in particolare quelle scritte da Morten Lauridsen, il compositore in residenza della Master Chorale dal 1994 al 2001. "Non c'è una nota che ho scritto in questi anni in cui non abbia avuto in mente Paul e il suono unico che riesce a realizzare con la Master Chorale", disse una volta Lauridsen. "Il modo in cui le frasi sono messe insieme e la melodia viene creata. Io scrivo sempre per loro". Questo rapporto tra direttore d'orchestra e compositore portò a opere come O magnum mysterium, Lux aeterna e, scritte per il 70º compleanno di Salamunovich, Ave Maria. Salamunovich è anche noto per le sue interpretazioni del compositore francese del XX secolo Maurice Duruflé, le cui composizioni per orchestra e coro sono basate su motivi di canto. Salamunovich preparò il St. Charles Choir per uno spettacolo di Los Angeles del Requiem di Durufle con la direzione del compositore nel novembre 1971. Fu il loro unico incontro e con Salamunovich che non parlava francese e Duruflé che non parlava inglese, la loro comunicazione era lasciata quasi interamente alla musica. Anni dopo uno degli studenti di Salamunovich visitò la casa del compositore a Parigi (ora un museo a cura della Società Duruflé) e trovò una fotografia incorniciata di Salamunovich e Duruflé sul muro circa 40 anni dopo, a memoria della loro breve ma memorabile collaborazione.
Dopo essersi ritirato come direttore musicale della Los Angeles Master Chorale nel 2001, fu immediatamente nominato Direttore Musicale Emerito, un titolo che detenne fino alla sua morte. Salamunovich tornò alla Corale come direttore ospite nel 2005, facendo il suo debutto nella Disney Hall in un concerto tutto esaurito. Era uno degli esperti di coro più richiesti, avendo diretto quasi 1000 laboratori e festival negli Stati Uniti, in Canada, nelle Bahamas, in Sudamerica, in Europa, in Australia e in Estremo Oriente. Guidò la Filarmonica di San Pietroburgo e la Master Chorale degli Stati Uniti come parte del Festival annuale di musica sacra presso la Basilica di San Giovanni in Laterano a Roma nel novembre 2003. Nel 2012 fu iscritto alla Loyola Marymount Hall of Fame della Facoltà universitaria.
Salamunovich fu colpito dal virus del Nilo occidentale nel settembre 2013. Dopo sette mesi per riprendersi dalla febbre del Nilo occidentale, morì per complicazioni multiple il 3 aprile 2014, a Sherman Oaks, in California. Il suo rosario si tenne a San Carlo Borromeo il 2 maggio 2014. Il suo funerale il giorno seguente, nella Chiesa del Santissimo Sacramento di Hollywood, vide la partecipazione di oltre un migliaio di persone. Come era consuetudine con i membri del St. Charles Choir che morivano, il coro uscì dall'alloggiamento del coro e si sedette al piano di sotto vicino alla bara come una famiglia. A tutta la congregazione fu data musica e cantanti di tutti i vari cori da lui diretti cantarono la messa presieduta da 14 sacerdoti, incluso il cardinale Roger Mahoney. È sepolto nel cimitero di Holy Cross.

### Eredità corale
Ascoltando i gruppi che Salamunovich guidò a tempo pieno a livello professionale, collegiale e ecclesiastico, nonché le sue numerose posizioni come direttore ospite in tutto il mondo, è notevole che sia riuscito a ottenere il suo suono e la sua interpretazione, indipendentemente dal livello di abilità che i cantanti possedevano. Riusciva anche a realizzare questo in un tempo notevolmente ridotto di prove generali. Le sue prove erano rappresentazioni in sé stesse in cui le sue analogie e le "immagini verbali" trasformavano i concetti soggettivi in suoni definibili che potevano essere immediatamente afferrati dai cantanti che dirigeva. Considerando gli anni in cui diresse cori di chiesa mentre suonava l'organo, Salamunovich sviluppò l'uso delle sue espressioni facciali quasi come un altro insieme di mani per comunicare il tono e la "forma" vocale che voleva dal coro. Salamunovich era noto per aver detto che il canto era come la recitazione e le espressioni facciali aggiungevano un'estensione molto più drammatica ai suoni che era in grado di portare avanti. Quando dirigeva solo, l'uso di ENTRAMBE le mani e la faccia gli permetteva una comunicazione molto più intima e precisa con il coro e l'orchestra. La sua carriera internazionale di grande successo come maestro esperto corale è una testimonianza delle sue prodigiose capacità di insegnante delle arti corali. Una nota particolarmente notevole per l'intera carriera di Salamunovich è che non è mai stato un direttore d'orchestra e non ha mai chiesto una nomina in tutta la sua vita. Ogni singolo posto o impiego che abbia mai accettato gli è stato offerto. Ciò che è anche degno di nota è il suo primo incarico come direttore del coro della chiesa, che in genere è un posto di livello basso. Eppure Salamunovich mantenne quella prima posizione per tutta la sua carriera, mentre saliva di livello fino al vertice dei più importanti direttori corali americani. Pianificava regolarmente i suoi doveri di direzione professionale a livello internazionale e nazionale sulla base dei suoi doveri ecclesiastici, così da poter essere nel coro di St. Charles ogni domenica (escluse le estati) con rare eccezioni. I suoi studenti popolano podi corali in tutto il mondo, molti dei quali comunicano regolarmente le sue storie e le sue analogie ai propri cantanti. Dopo essere stato nominato Capo dello stato maggiore congiunto, l'ammiraglio Michael Mullen mandò a Salamunovich una foto firmata che gli diceva che le sue esperienze come un ragazzo membro del coro sotto Salamunovich riportavano assolutamente a tutto il successo che poi seguì nella sua carriera. Sebbene Salamunovich non sia mai stato in grado di usare un computer, una pagina di Facebook a lui dedicata da ex studenti conta oltre mille membri che pubblicano regolarmente storie, foto, registrazioni e video. I documenti di Paul Salamunovich sono curati presso il Dipartimento delle Collezioni Speciali della University of Southern California. Comprendono tutti i suoi spartiti segnati così come le foto e le corrispondenze e sono disponibili per lo studio.

### Posizioni accademiche
- Mount St. Mary's College: facoltà di musica per 18 anni
- Loyola Marymount University: facoltà di musica (1964-1990), Direttore delle attività corali, nominato professore emerito nel 1993, iscritto nel 2012 alla Loyola Marymount Faculty Hall of Fame.
- USC Thornton School of Music: Professore aggiunto di Musica corale, direttore dell'USC Thornton Chamber Choir (2007-2008)

Ha inoltre ottenuto due dottorati onorari alla Loyola Marymount University e all'Università di St. Thomas (Minnesota).
Ha inoltre insegnato in 831 gruppi d'ascolto e laboratori in tutti gli Stati Uniti, Canada, Sud America, Bahamas, Europa, Australia ed Estremo Oriente.

### Udienze Papali
Oltre alle sue apparizioni nel 2003 in Vaticano, Salamunovich ha diretto il coro San Carlo Borromeo in altre tre rappresentazioni per Papa Giovanni Paolo II:
- Nel 1988 hanno cantato alla Messa per la festa dei SS. Pietro e Paolo con Papa Giovanni Paolo II che presiedeva in Piazza San Pietro a Roma. Sono l'unico coro americano mai invitato a cantare in questa occasione.

- Nel 1987 si sono esibiti presso la Cattedrale di Santa Bibiana per l'accoglienza ufficiale del Pontefice alla Città di Los Angeles.

- Nel 1985 si esibirono per il Papa in udienza privata nella Sala Clementina del Palazzo Vaticano.

### Morte
Dopo essersi ammalato con il Virus del Nilo occidentale nel settembre 2013, Paul Salamunovich si spense all'età di 86 anni, il 3 aprile 2014, in un ospedale di Sherman Oaks, in California, per complicazioni della malattia. Avendo sentito che era deceduto mentre ascoltava il movimento finale "In Paradisum" dalla sua registrazione del Requiem di Duruflé, la KUSC tre giorni dopo suonò un'esecuzione che lui aveva diretto, come tributo commemorativo della radio. Il suo rosario si tenne a San Carlo Borromeo il 2 maggio 2014. I suoi funerali si svolsero il giorno successivo alla chiesa del Santissimo Sacramento a Hollywood, in quanto St. Charles fu ritenuto troppo piccolo per ospitare le circa 1800 persone che parteciparono. Come era consuetudine con i membri del St. Charles Choir che morivano, il coro uscì dall'alloggiamento del coro e si sedette di sotto vicino alla bara come una famiglia. A tutta la congregazione fu data la musica ed i cantanti da tutti i vari cori da lui diretti, cantò la messa presieduta da circa 14 sacerdoti, tra cui il cardinale Roger Mahoney. Tra i portatori della bara c'era Morten Lauridsen. È sepolto nel cimitero di Holy Cross.

## Registrazioni e DVD

### Los Angeles Master Chorale
- Lux aeterna di Morten Lauridsen (con altri lavori di Lauridsen: Chansons des Roses, Ave Maria, Mid-Winter Songs e O magnum mysterium) (RCM) Nomination al Grammy per il miglior spettacolo corale, 1998.
- Te Deum e Missa "Cum jubilo" di Dominick Argento con Maurice Duruflé (Rodney Gilfry come baritono solista e Frederick Swann all'organo (RCM))
- Christmas, una raccolta di canzoni (RCM)

### Los Angeles Philharmonic
- Claude Debussy, Trois nocturnes e La Damoiselle élue, direttore Esa-Pekka Salonen (Sony Classics)
- Gustav Mahler, Sinfonia n. 3, Direttore Esa-Pekka Salonen (Sony Classics)

### Orchestra dell'Hollywood Bowl
- Rodgers e Hammerstein, The King & I, John Mauceri direttore d'orchestra (Phillips Classics)
- Schönberg/Ravel, Earth Day, John Mauceri direttore d'orchestra (Phillips Classics)
- Hollywood Nightmares (vari compositori), John Mauceri direttore d'orchestra (Phillips Classics)

### DVD
- "Choral Perspectives: Paul Salamunovich, Chant and Beyond" (2007), un documentario pubblicato da Hal Leonard Publishing

## Lavoro in cinema e televisione
Salamunovich ha avuto la responsabilità della musica corale di oltre 100 film e produzioni televisive tra cui Il Padrino, Angeli e demoni, Il primo cavaliere, Air Force One, A.I. - Intelligenza artificiale, xXx, Peter Pan, Linea mortale, E.R. - Medici in prima linea, Al vertice della tensione e Journey of Man del Cirque du Soleil. Ha istruito Robert De Niro in latino per il ruolo di prete ne L'assoluzione, oltre a preparare il coro per quel film.
Il suo coro San Carlo Borromeo è apparso insieme ad Henry Mancini e Doc Severinsen nella NBC Christmas Eve Special, mentre il coro dei ragazzi è stato presentato in televisione su The Lucy Show e con Dinah Shore nel Chevy Show. Il suo St. Charles Boy's Choir è apparso come il Disneyland Boys Choir sull'album originale Disney, It's A Small World.

## Premi e riconoscimenti
- 1969 – Commendatore dell'Ordine di San Gregorio Magno
- 1995 – Distinguished Artist Award dal Music Center della Contea di Los Angeles
- 1997 – Nomination ai Grammy per la registrazione di "Lux Aeterna" e altre opere corali di Morten Lauridsen
- 2000 – Lifetime Achievement Award dalla American Choral Directors Association
- 2013 – Croce pro Ecclesia et Pontifice, Il più alto premio pontificio conferito ai laici